# Zona Arqueológica Cerro de la Estrella
La Zona Arqueológica Cerro de la Estrella es una yacimiento arqueológico ubicado en el cerro del mismo nombre en Iztapalapa. Su basamento más visible corresponde al periodo Posclásico de la civilización mexica.

## Historia

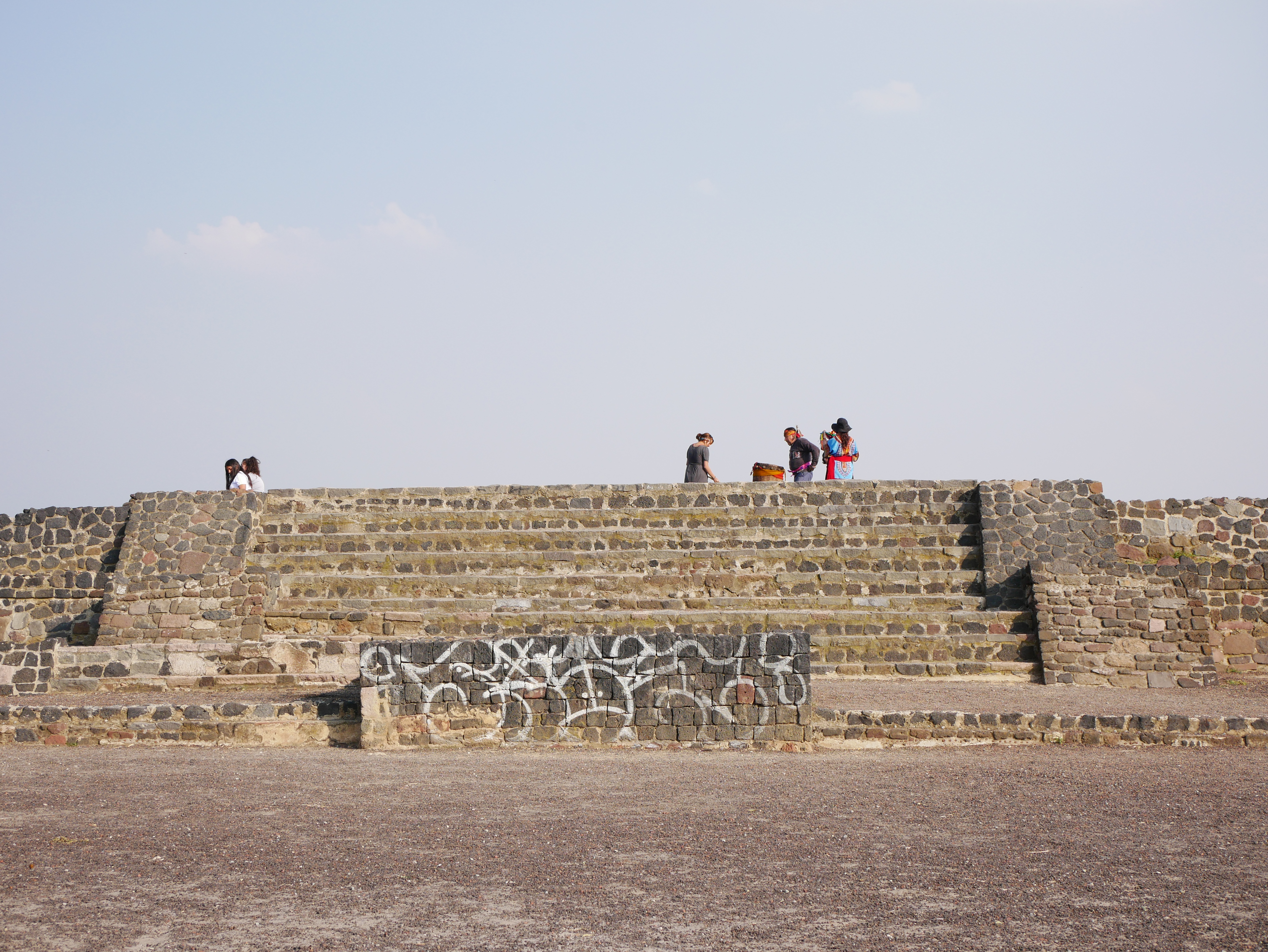
Vista del templo principal.

La ocupación más antigua del cerro —conocido en náhuatl como Huizachtépec— se remonta al periodo preclásico mesoamericano, unos 1000 a. C., misma que no ha concluido hasta nuestros días. En el Museo del Fuego Nuevo se muestran objetos arqueológicos correspondientes a los tres horizontes principales prehispánicos: preclásico, clásico y posclásico que muestran objetos como evidencia de dicha ocupación. En la zona arqueológica se pueden observar dos estructuras principales: los restos de un templo piramidal con una triple estructura construida sucesivamente entre 1300 y 1521 y una terraza que data del periodo Clásico (300-600).
En los años 40 la minería de grava y tezontle destruyó parte de la zona arqueológica dividiendo las estructuras originales. Existen otros sitios arqueológicos en las faldas del cerro de los cuales se han detectado etapas de ocupación sucesiva del Preclásico al Epiclásico. Uno de ellos es La Pasión o El Calvario, mismo que poseé 9 montículos, en la colonia El Calvario Otro es Villa Estrella en la colonia San Juan Xalpa, dentro de las instalaciones de la Dirección Territorial Estrella.

### Templo principal y plaza
Excavaciones hechas en 1983 revelaron estructuras en el templo principal que datan del Preclásico, entre el 400 y el 100 a. C. hechos por la civilización culhua. En esa época la zona habitada del cerro correspondía a las zonas bajas. Tras la actividad volcánica de la Sierra de Guadalupe en el periodo Clásico, fueron construidas estructuras en la cima del cerro entre el 100 y el 650 d. C., algunas de ellas habitacionales.  Tras el sometimiento de Culhuacán por los mexicas en 1376, estos se posesionarían del cerro, convirtiéndolo en un protagonista de su cosmovisión dada su asociación con el toltecáyotl.
Para ello construyeron un templo en la cima del cerro en donde se realizaron diversas ceremonias del fuego nuevo. El basamento tiene una orientación poniente-oriente, y además del basamento que alojaba un templo conserva restos de un altar frontal. En total se han detectado cinco etapas constructivas de esta estructura.
Frente al templo se construyó una plaza, la cual tiene la parte norponiente ya destruida. Al centro se han encontrado restos de un altar central.

### Petroglifos
En la zona se han identificado 185 petroglifos asociados a los usos ceremoniales de las cuevas. De estos 30 tienen motivos antropomorfos, 25 de filas de muescas y 8 representan a tlaloques. Los mismos han sufrido deterioros por la erosión de la naturaleza y por daños deliberados.